# Visayas-See

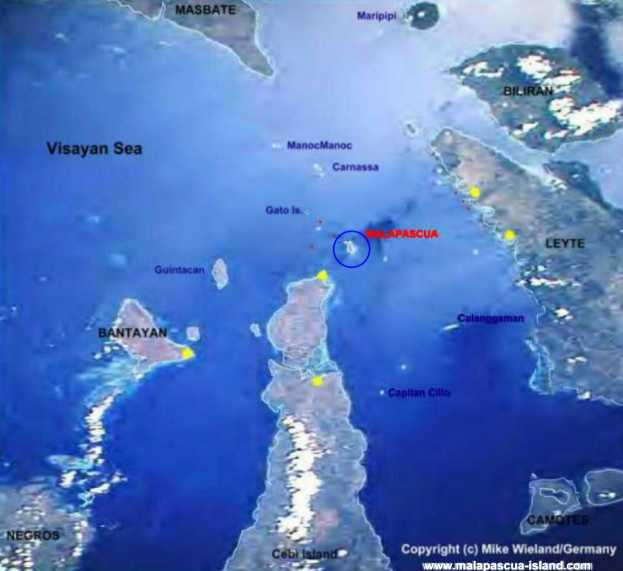
Foto der Visayas-See aus einer Raumsonde der NASA

Die Visayas-See ist ein kleines Teilmeer des Pazifiks und befindet sich in der Mitte der Visayas-Inseln, welche den zentralen Teil der Philippinen bilden. 
Der Mittelpunkt der Visayas-See liegt ungefähr bei 11,5 Grad nördlicher Breite und 123,3 Grad östlicher Länge. Sie ist im Nordwesten über den Jintotolo-Kanal mit der Sibuyan-See verbunden, im Nordosten mit der Samar-See, im Südosten mit der Camotes-See, über die Tanon-Straße im Südwesten mit der Mindanaosee (Bohol-See) und über die Guimaras-Straße im Südwesten mit dem Golf von Panay. 
Die Visayas-See ist von folgenden Inseln umgeben: Panay im Westen, Negros und Cebu im Süden, Leyte im Osten und Masbate im Norden. Im westlichen Teil der Visayas-See liegen im Nordosten vor der Insel Panay, der Bancal-Bucht vorgelagert, der kleine Inselarchipel der Gigantes-Inseln und die Inseln Binuluangan, Calagnaan und Sicogon. Am Eingang zur Guimaras-Straße liegt die Insel Pan de Azucar, auf der sich der 606 m hohe Mount Manaphaga erhebt und eine markante Landmarke bildet.

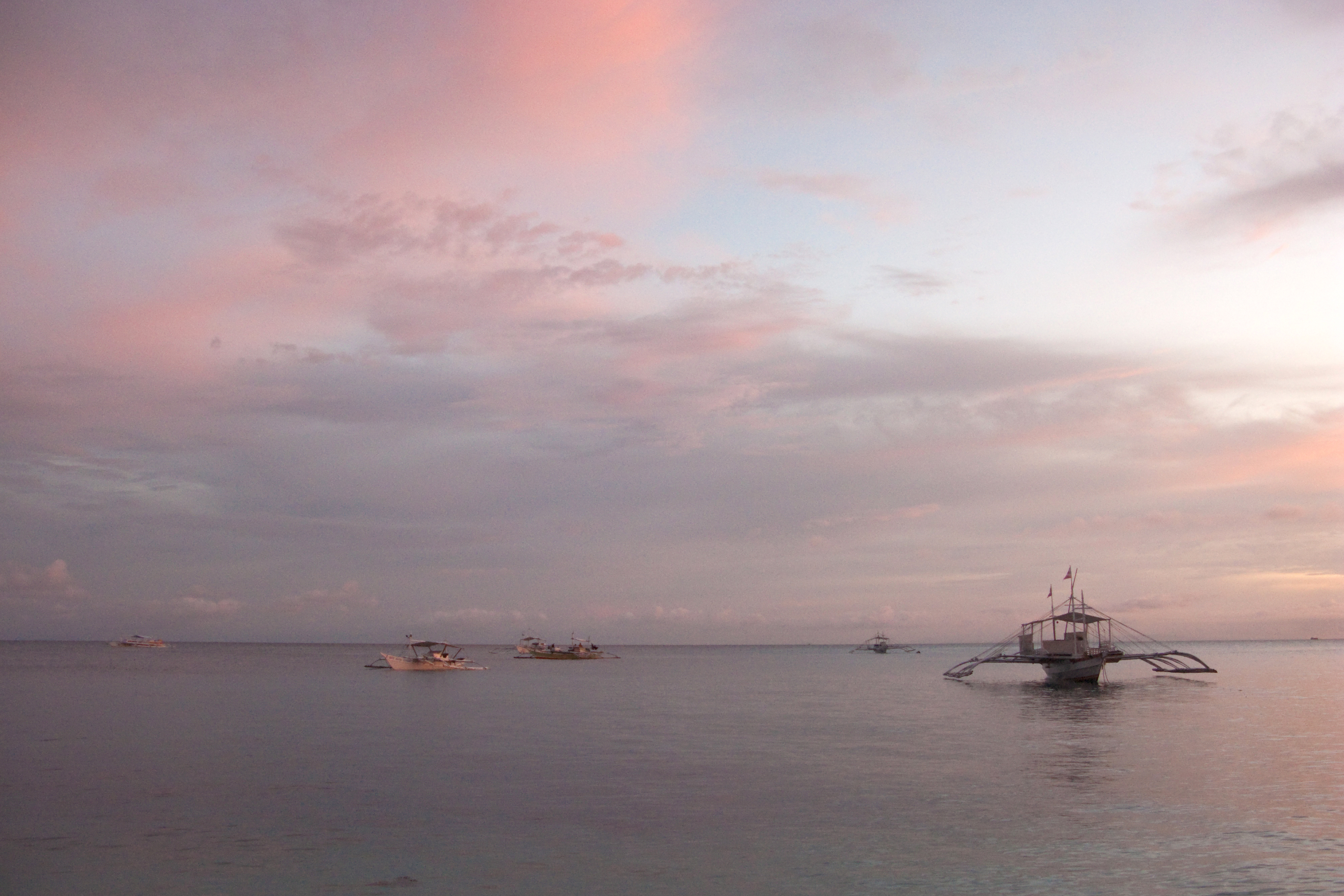
Malapascua

Sie bildet im Norden, an der Küste von Masbate, den Golf von Asid, in dem die Inseln Chico-, Naro- und Peña liegen. Im Süden der Visayas-See liegen Bantayan-, Kinatarkan-, Hilantagaan-, sowie Carnaza- und Malapascua Island vor der Nordspitze von Cebu und vor dem Nordkap von Leyte liegt Higatangan Island. Im Süden des Meeres liegt das Meeresschutzgebiet Sagay Marine Reserve, auf einer Fläche von 325 km².